# یواس‌اس سانادین (ای‌تی-۲۸)
یواس‌اس سانادین (ای‌تی-۲۸) (به انگلیسی: USS Sunnadin (AT-28)) یک کشتی است که طول آن 156 feet 8 inches می‌باشد. این کشتی در سال ۱۹۱۹ ساخته شد.